# Championnat de Guinée de football 2013
Navigation
Saison précédente Saison suivante
La saison 2013 du Championnat de Guinée de football est la 47e édition du championnat de première division guinéenne. Il se déroule sous la forme d’une poule unique avec douze formations, qui s’affrontent à deux reprises. En fin de saison, les deux derniers du classement sont relégués et remplacés par les deux meilleurs clubs de Ligue 2, la deuxième division guinéenne.
C'est le club de Horoya AC, double tenant du titre, qui remporte à nouveau le championnat cette saison, après avoir terminé en tête du classement final, avec deux points d'avance sur le Satellite FC et neuf sur l'AS Kaloum Star. C'est le douzième titre de champion de Guinée de l'histoire du club qui réussit même le doublé en s'imposant en finale de la Coupe de Guinée face au CI Kamsar.

## Les clubs participants
- Horoya AC
- FC Séquence de Dixinn - Promu de D2
- Atlético de Coléah
- AS Kaloum Star
- Hafia FC
- Satellite FC
- AS Ashanti GB
- Fello Star
- AS Batè Nafadji
- CI Kamsar - Promu de D2
- Tabounsou FC - Promu de D2
- Santoba FC

## Compétition

### Classement
| Rang | Équipe                 | Pts | J  | G  | N | P  | Bp | Bc | Diff |
| ---- | ---------------------- | --- | -- | -- | - | -- | -- | -- | ---- |
| 1    | Horoya AC'T'C          | 46  | 22 | 13 | 7 | 2  | 31 | 11 | +20  |
| 2    | Satellite FC           | 44  | 22 | 12 | 8 | 2  | 34 | 13 | +21  |
| 3    | AS Kaloum Star         | 37  | 22 | 10 | 7 | 5  | 23 | 20 | +3   |
| 4    | Fello Star             | 33  | 22 | 8  | 9 | 5  | 18 | 14 | +4   |
| 5    | Atlético de Coléah     | 28  | 22 | 7  | 7 | 8  | 15 | 15 | 0    |
| 6    | AS Batè Nafadji        | 26  | 22 | 8  | 2 | 12 | 22 | 25 | -3   |
| 7    | AS Ashanti GB          | 26  | 22 | 6  | 8 | 8  | 17 | 23 | -6   |
| 8    | CI KamsarP             | 26  | 22 | 6  | 8 | 8  | 15 | 21 | -6   |
| 9    | Santoba FC             | 24  | 22 | 5  | 9 | 8  | 17 | 18 | -1   |
| 10   | FC Séquence de DixinnP | 24  | 22 | 5  | 9 | 8  | 14 | 18 | -4   |
| 11   | Tabounsou FCP          | 23  | 22 | 7  | 2 | 13 | 18 | 29 | -11  |
| 12   | Hafia FC               | 17  | 22 | 3  | 8 | 11 | 7  | 24 | -17  |

|  | Qualification pour la Ligue des champions de la CAF 2014                          |
|  | Qualification pour la Coupe de la confédération 2014                              |
|  | Relégation directe en deuxième division                                           |
|  | T : Tenant du titre C : Vainqueur de la Coupe de Guinée P : Club promu de Ligue 2 |

## Bilan de la saison
| Championnat de Guinée de football 2013 |                       |
| Champion                               | Horoya AC (12e titre) |
| Coupes et trophées                     |                       |
| Vainqueur de la Coupe de Guinée 2013   | Horoya AC             |
| Qualifications continentales           |                       |
| Ligue des champions de la CAF 2014     | Horoya AC             |
| Coupe de la confédération 2014         | CI Kamsar             |
| Promotions et relégations              |                       |
| Promus en Ligue 1                      | Soumba FC             |
| Promus en Ligue 1                      | Espoir de Labé        |
| Relégués en Ligue 2                    | Hafia FC              |
| Relégués en Ligue 2                    | Tabounsou FC          |